# Дёмкин, Дмитрий Иванович
Дмитрий Иванович Дёмкин (11 [23] мая 1863, Санкт-Петербург — 25 января 1925, Париж) — товарищ городского головы Санкт-Петербурга, гласный городской думы; действительный статский советник, совладелец финансово-промышленной группы Гессена-Дёмкина с оборотом 151 млн рублей в 1916 г. 

## Биография
Родился 11 (23) мая 1863 года в Санкт-Петербурге. Старший сын в семье священника Иоанна Дёмкина. 
Учился в Ларинской гимназии, которую окончил в 1885 году. Поступил на юридический факультет Императорского Санкт-Петербургского университета, который окончил в 1889 году — лучшим на курсе и был оставлен при университете на кафедре гражданского права для подготовки к профессорскому званию.
С 17 августа 1890 года был женат на дочери действительного статского советника, председателя департамента Санкт-Петербургской судебной палаты К. А. Мальчевского, Марии Корнильевне.
С 1891 по май 1892 года был столоначальником по гражданскому отделению первого департамента министерства юстиции; 22 мая 1892 года избран думой в мировые судьи 18 участка, а через 2 года переведён в 28 участок, где 11 лет исполнял обязанности мирового судьи.
В 1895—1896 годах принимал участие в комиссии В. Р. Завадского по вопросу об упрощении судопроизводства.
5 февраля 1898 года по указу Его Императорского Величества и по определению Правительствующего Сената Д. И. Дёмкин, его жена и дети были признаны в потомственном дворянском достоинстве.
В 1904 году Дёмкин был назначен и затем, до февральского переворота 1917 года, избирался гласным городской думы. С 1907 по 1917 год Дёмкин служил товарищем городского головы, был поочередно помощником и заместителем пяти глав городской думы — Н. А. Резцова, И. И. Глазунова, И. И. Толстого, П. И. Лелянова и Ю. Н. Глебова. Занимался строительством мостов, городским транспортом, водопроводом, канализацией и благоустройством города.; 1 января 1912 года был произведён в действительные статские советники .
Его статьи на юридические темы публиковались в журналах «Право», «Журнал Министерства юстиции» и др.
Был почётным членом Петербургского совета детских приютов Ведомства учреждений императрицы Марии и попечителем Удельного детского приюта-санатория.
Состоял членом комиссии по организации празднования 300-летия дома Романовых. Участвовал в работе Комиссии по организации сборов на военный воздушный флот.
После революции зимой 1917 года уехал на юг России. В начале 1920 года был эвакуирован из Одессы в Константинополь на пароходе «Царь Фердинанд». В эмиграции жил во Франции, где написал воспоминания «Петроградская городская дума в первые дни смуты».
Умер 25 января 1925 года в Париже. Отпевание состоялось 28 января в соборе Александра Невского; похоронен на городском кладбище Иври.

## Предпринимательская деятельность
Д.И. Дёмкин занимался предпринимательской деятельностью и являлся соучредителем финансово-промышленной группы Гессена-Дёмкина совместно с братьями Б.И. и Ю.И. Гессенами. 
Был членом Русского паровозостроительного и механического общества, директором Петроградского строительного акционерного общества, акционерного общества «Океан» (пароходство и торговля нефтепродуктами), Товарищества судоходства и пароходства «И. И. Конецкий» и Товарищества Чудовского цементного завода. Был также членом правления Общества Финляндского легкого пароходства и Экономического общества чинов Санкт-Петербурга, председателем правления Русско-французского коммерческого банка, общества пароходства по Волге и Каспийскому морю «Кавказ и Меркурий» и общества морского, речного и сухопутного страхования «Волга». Владел акциями золотых приисков и доходными домами в Петербурге.
В середине 1916 года группа Гессена-Дёмкина купила Одесский купеческий банк, через который начала консолидировать свои активы. После Февральской революции он был переведён в Санкт-Петербург и реорганизован в Русский торговый и транспортный банк.  С помощью банка группа установила контроль над Первым и Вторым пароходными обществами на Днепре, сгруппировала другие транспортные и страховые общества: «КиМ», Восточное общество, «Волга», Русское общество пароходства и торговли, «Русь», Первое взаимное общество страхования жизни, Русское страховое общество, Коммерческое страховое общество, Дарьевско-Донецкое общество каменноугольных копий, «И. И. Конецкий», Свирское пароходное и др. Банк учредил «Мариинское пароходство», страховое общество «Русский Ллойд» с «демократическими» акциями по 25 руб., доступными по цене служащим группы. При содействии банка планировалось наладить экспорт донецкого угля в Италию. Основные капиталы обществ финансово-промышленной группы составляли свыше 54 млн руб., а их балансовые суммы за 1916 г. достигали 151 млн руб.
15 октября 1917 г. на акционерном собрании Русского торгового и транспортного банка наибольшее количество акций представили: Б. И. Гессен — 11820, Д. И. Дёмкин — 9 064, Ю. И. Гессен — 740, М. И. Боголепов — 290, П. А. Берлин и Э. А. Вульф — по 240.

## Награды
- 1896 г. — серебряная медаль на Александровской ленте «В память царствования императора Александра III»".
- 1904 г. — орден Святой Анны 2-й степени.
- 1908 г. — черногорский орден Князя Даниила I 3-й степени
- 1909 г. — бронзовая медаль на Андреевской ленте «В память 200-летия Полтавской битвы».
- 1910 г. — орден Благородной Бухары (Бухарская золотая звезда), орден Бухарского эмирата.
- 1911 г. — орден Святого Саввы 2-й степени, государственная награда Королевства Сербии.
- 1912 г. — Командорский крест ордена «Святой Александр», государственная награда Царства Болгарии.
- 1912 г. — бронзовая медаль на Владимирской ленте «В память 100-летия Отечественной войны 1812».
- 1913 г. — бронзовая медаль «В память 300-летия царствования дома Романовых».
- 1913 г. — орден Короны государства Бухары.
- 1913 г. — черногорский орден Князя Даниила I 2-й степени
- 1914 г. — орден Святого Владимира 3-й степени.

## Семья
Родители: Иоанн Иоаннович Дёмкин (18/30.04.1837, с. Дёмкино, Раненбургский уезд, Рязанская губ. - 14/27.02.1916, СПб.) и Екатерина Симеоновна, урожденная Румянцева (9.11.1844, СПб. - 29.08.1892, СПб.)
Братья
- Александр (1865 - 1871);
- Михаил (1867 - 1932), чиновник ведомства Министерства народного просвещения;
- Иван (7/19.06.1869, С.-Петербург - 28.06.1943, Таллинн), судья, русский общественный деятель Эстонии;
- Пётр (1871 - 1932), чиновник ведомства Министерства финансов;
- Николай (1879 - 1954), капитан дальнего плавания

Сёстры
- Ольга (1872 - 1941), замужем за священником Григорием Вышеславцевым;
- Анна (1874 - 1946),  врач, замужем за священником Михаилом Поспеловым;
- Елизавета (1878 - 1948), библиотекарь, замужем за горным инженером Владимиром Можаровым;
- Пелагея (1880 - 1970), после революции эмигрировала во Францию вместе с Дмитрием Одинцом (1883—1950);
  - их сын Михаил Одинец[6] (1913—2005) — французский авиаинженер, участник Сопротивления, деятель общественной жизни русской общины Франции.

Дети
- Георгий (1891—1967) — выпускник Императорского училища правоведения, служащий министерства юстиции, участник Первой мировой и Гражданской войн. В эмиграции жил по Франции.
- Всеволод (1893—?) — выпускник Императорского училища правоведения, окончил юридический факультет Юрьевского Императорского университета. Дальнейшая судьба неизвестна.
- Анатолий (1904—?) — воспитанник Императорского училища правоведения. Дальнейшая судьба неизвестна.
- Инна (1903—1980) — в эмиграции жила во Франции. Похоронена на кладбище Сент-Женевьев.

## Архивная литература
- ЦГИА СПб. Фонд 14 — Императорский Петроградский университет (1819—1918). Опись 3. Дело № 24818. Дёмкин Дмитрий Иванович. 1985. [Личное дело студента]; Опись 1. Дело № 9099. Об оставлении при Университете Дмитрия Дёмкина. 1890 г.
- ЦГИА СПб. Фонд 520 — Петроградский столичный съезд мировых судей и столичные участковые мировые судьи в ведении Министерства юстиции (1866—1917). Опись 1. Дело № 1483. Личное дело служащего столичного мирового округа. Дёмкин Дмитрий Иванович. 1892—1907 гг.
- РГИА. Фонд 1343 — Департамент герольдии Сената. Опись 35. Дело № 7190. Дело о дворянстве рода Дёмкиных.1898—1901 гг.
- ЦГИА СПб. Фонд 536 — Петроградское дворянское депутатское собрание (1785—1917). Опись 6. Дело № 5867. Кол.ас. Дёмкина Дмитрия Ивановича. 1900—1902 гг. [Дело о внесении в дворянскую родословную книгу С-Петербургской губернии]
- ЦГИА СПб. Фонд 513 — Петроградская городская управа (1870—1918). Опись 163. Дело № 564. О назначении Д. И. Дёмкина на должность члена Санкт-Петербургской городской Управы. 1904—1917 гг.; Опись 56. Дело № 186. Переписка члена Управы Д. И. Дёмкина с учреждениями и частными лицами по административным и хозяйственным вопросам. 1904 г.
- ЦГИА СПб. Фонд 411 — Петроградский совет детских приютов Ведомства учреждений Имп. Марии (1839—1917). Опись 3. Дело 1100. Почетный член Д. И. Дёмкин. 1907 г.
- РГВИА. Фонд 2031 — Штаб главнокомандующего армиями Северного фронта. Опись 4. Дело № 1259. О действительном статском советнике Дёмкине. 1916 г.